# Сеянец Титовки
«Сеянец Титовки» — зимний сорт яблони домашней.

## Происхождение
В 1928 году В. П. Стреляев, сотрудник опорно-помологического пункта расположенного в селе Топорнино (ныне с. Кушнаренково) Башкирской АССР, обнаружил в саду посадки 1886 года несколько десятков деревьев сорта, который впоследствии назвал «Сеянец Титовки» за внешнее сходство со старинным средне-русским сортом «Титовка» («Титовка расписная», «Титовка обыкновенная»).
Русский учёный-агробиолог в области овощеводства и плодоводства Михаи́л Ры́тов в своей книге «Русские яблоки» (1914) описывает сорт «Титовка длинная» («Титовка пипковидная»), имеющий много общего с сортом «Сеянец Титовки».

## Распространение
Сорт был широко распространён в Башкирии, где занимал во второй половине XX века 30 % площадей, отводимых под зимние сорта яблони. В незначительном количестве сорт встречался в соседних с Башкирией регионах — в Татарстане, Марий Эл, Оренбургской и Самарской областях. Сорт включён в Государственный реестр селекционных достижений.

## Характеристика сорта
Дерево среднерослое, быстрорастущее, крона редкая, широкопирамидальная. Ветви прямые, расположены редко, отходят от ствола под острым углом, концы направлены вверх. Цветки крупные, белые, ароматные, глубокочашевидные. Плоды средние, (96-148 г.), цилиндрические, слаборебристые, правильной формы, гладкие. Кожица средней толщины, гладкая, маслянистая, с налётом. Мякоть желтоватая, сочная, хрустящая, мелкозернистая, у поверхности плода в красноватыми прожилками. Вкус винно-кисло-сладкий.
Достоинства сорта: высокая урожайность, хорошая лёжкость плодов. Недостатки сорта: средняя зимостойкость и слабая побегообразовательная способность. Средняя многолетняя урожайность в регионе составила 88 ц/га.
Плоды транспортабельные хранятся до марта в погребе.

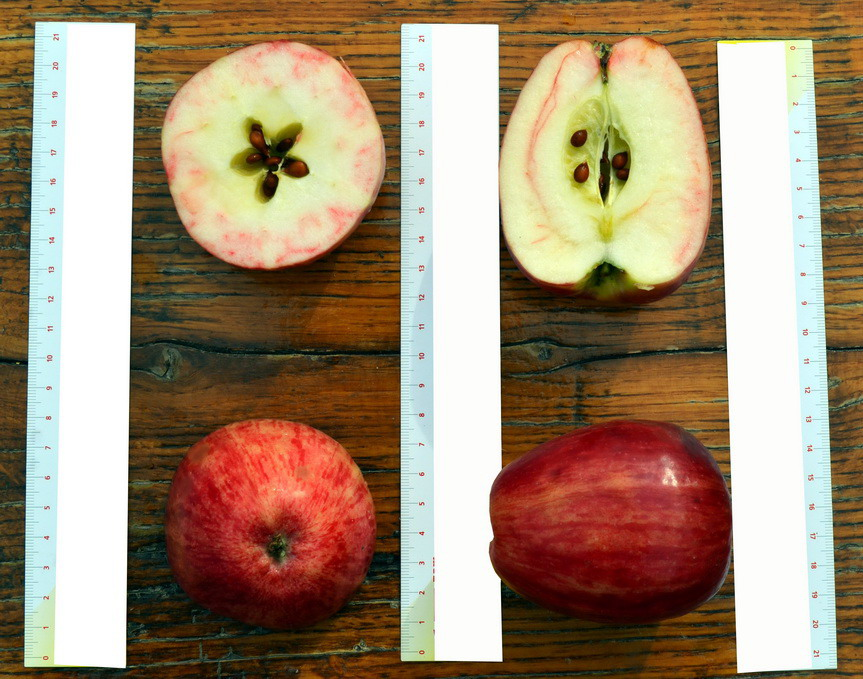
«Сеянец Титовки» в разрезе

## Использование в селекции
Генотип сорта «Сеянец Титовки», в отличие от «Башкирского красавца», редко используется в селекционных программах; с его участием, при скрещивании с сортом «Арбат», создан сорт «Урал-тау».